# Shere Khan

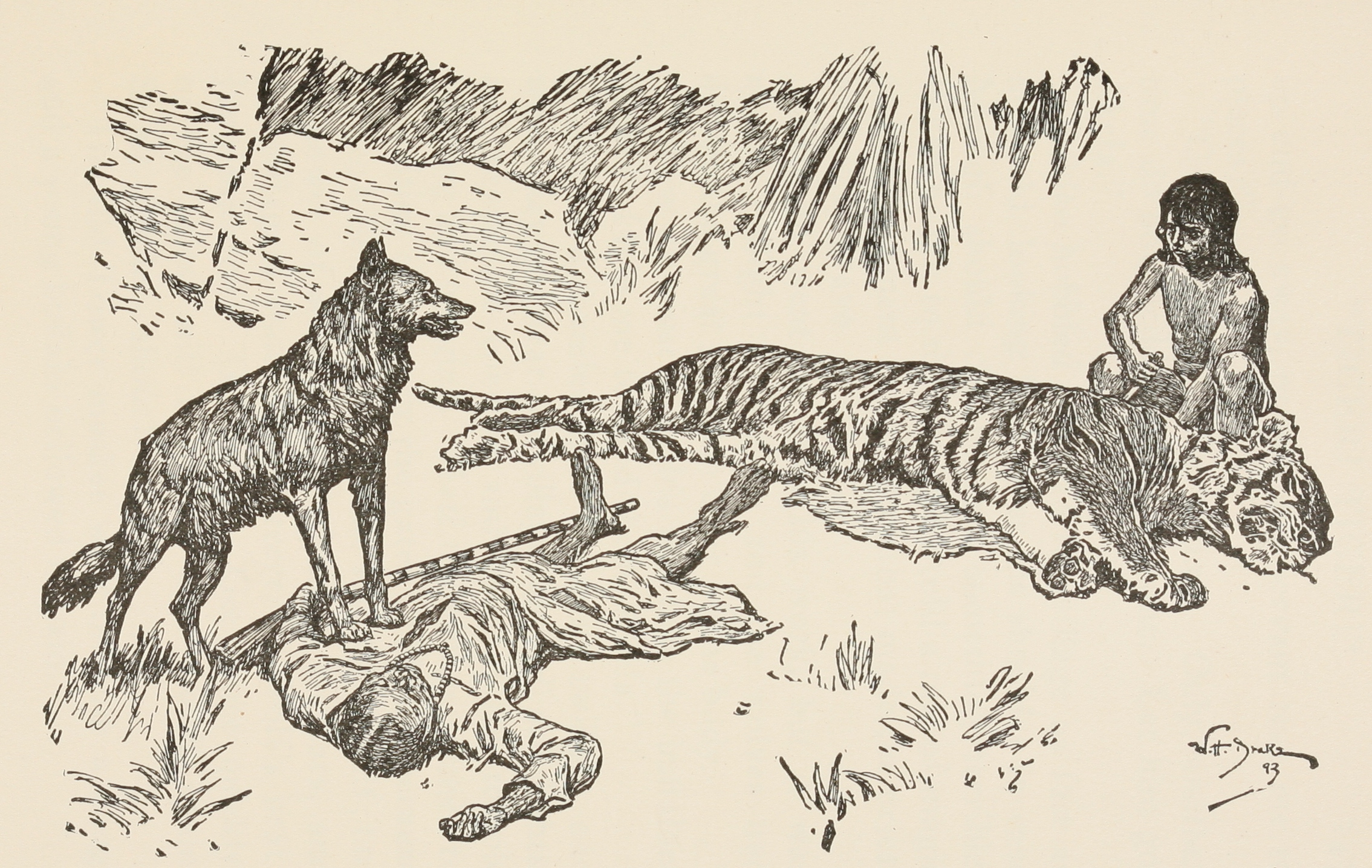
Shere Khans död, illustration av W.H. Drake från 1895 års utgåva av The Two Jungle Books av Rudyard Kipling, en samling av The Jungle Book och The Second Jungle Book.

Shere Khan är en fiktiv bengalisk tiger i Rudyard Kiplings novellsamling Djungelboken, från 1894.
Ordet "shere" (eller "shir") betyder "tiger" eller "lejon" på persiska, hindi och punjabi, och "khan" betyder "suverän", "kung" eller "militärledare" – i en rad språk som är influerade av mongolerna.
I boken försökte han döda Mowgli på grund av att han hatar människor. Han försökte bland annat få de yngsta vargarna att göra uppror mot ledaren Akela, men det slutar med att Mowgli körde iväg Shere Khan och hans allierade med en brinnande kvist. Senare i boken lyckades Mowgli, tillsammans med Gråbroder, döda Shere Khan och flå honom.

## Övrigt
Shere Khan förekommer i de tecknade versionen av Djungelboken av Disney och dess uppföljare med röst av Olof Thunberg på svenska och George Sanders på engelska. Men olikt boken blir Shere Khan inte dödad i filmerna. 
I den tecknade serien Luftens hjältar går han på två ben, saknar svans och är en extremt förmögen, inflytelserik och skrupelfri affärsman. Hans röst gjordes av Tony Jay.